# Adansonia gregorii
Adansonia gregorii ist eine Pflanzenart der Gattung Affenbrotbäume (Adansonia) in der Familie der Malvengewächse (Malvaceae). Das Artepitheton gregorii ehrt Augustus Gregory, einen Erforscher Australiens. 
Adansonia gregorii ähnelt Adansonia digitata, ist aber viel kleiner und hat aufrechte Blüten. Als einzige außerhalb von Afrika und Madagaskar verbreitete Adansonia-Art  ist sie im Nordwesten Australiens endemisch.

## Beschreibung

### Vegetative Merkmale
Adansonia gregorii sind kleine 6 Meter (selten bis 12 Meter) hohe Laubbäume mit glatter Rinde, deren Stamm eine große, geschwollene Basis hat. Ausgewachsene Blätter sind handförmig geteilt mit 5 bis 7 (selten 9) Teilblättern und sitzen an bis 9 Zentimeter langen Blattstielen. Die kahle Blattspreite ist elliptisch, 6 bis 12,5 Zentimeter lang und 2,5 bis 5 Zentimeter breit. Der Blattrand ist ganzrandig.

### Blütenstände und Blüten

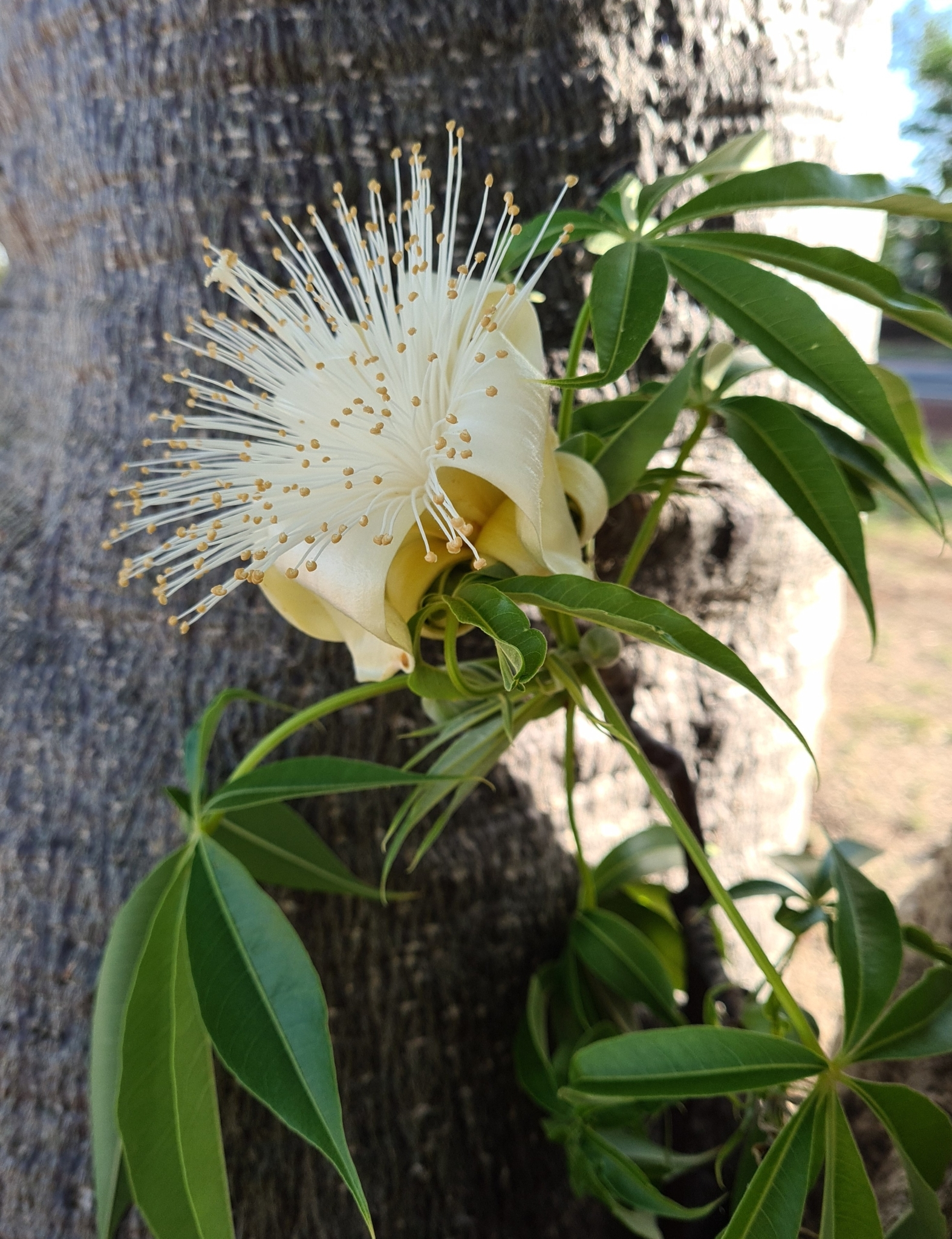
Blüte und Blätter

Die einzelnen Blüten sind aufrecht. Ihre bandförmig verkehrt eiförmigen Kelchblätter sind 10 bis 12 Zentimeter lang und 1 bis 1,2 Zentimeter breit. Die schmale, verkehrt eiförmige Blütenkrone ist weiß und 13,5 bis 15 Zentimeter lang und 1,5 bis 2,5 Zentimeter breit. Die zahlreichen Staubblätter sind zu einer 2 Zentimeter langen Röhre mit 4,5 bis 5 Zentimeter langen Spitzen verwachsen. Der Griffel ist länger als die Staubblätter.

### Früchte

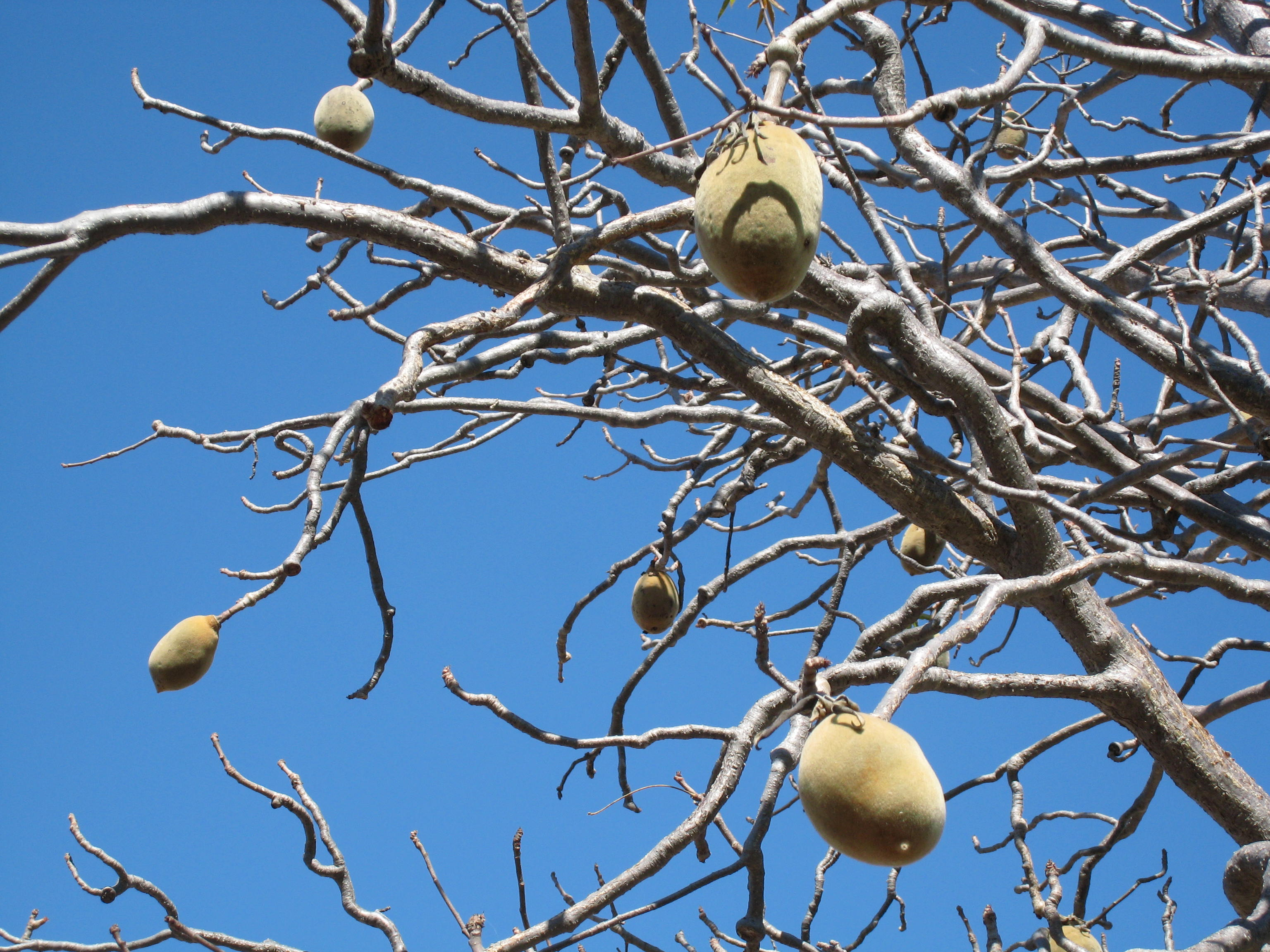
Früchte von Adansonia gregorii

Die bräunlich-schwarzen Früchte sind kugelig bis eiförmig.

## Verbreitung, Systematik und Chromosomenzahl

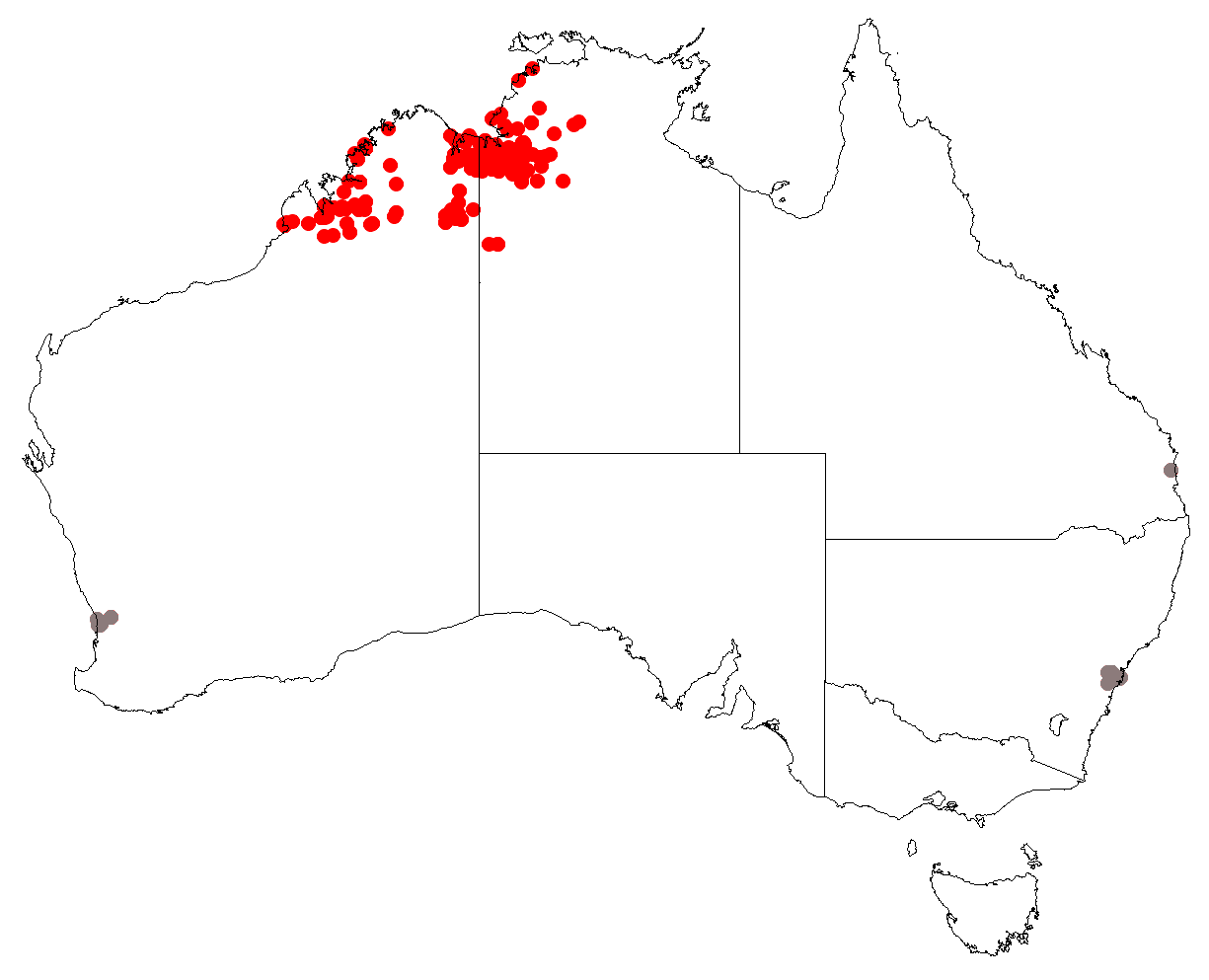
Standorte

Adansonia gregorii ist endemisch in Australien verbreitet. 
Die Erstbeschreibung wurde 1857 von Ferdinand von Mueller, der Gregorys Expeditionsteam 1855/56 begleitete, vorgenommen. Ein nomenklatorisches Synonym ist Baobabus gregorii (F.Muell.) Kuntze (1891). Von David A. Baum wurde die Art als „Adansonia gibbosa“ (A.Cunn.) Guymer ex D.A.Baum (1995, nom. utique rej.) bezeichnet.
Die Chromosomenzahl ist {\displaystyle 2n=88}.

## Verwendung
Im australischen Ort Kununurra gründeten Peter Fox und Denise Hales 2001 die erste Aufzucht für die Verwertung von Jungpflanzen von Adansonia gregorii. Innerhalb von 16 Wochen werden aus Sämlingen junge Pflanzen aufgezogen. Die dann etwa 30 Zentimeter lange, möhrenähnliche Knolle und die Blätter sind essbar. Beide sind vielseitig einsetzbar, z. B. als Bestandteil von Salaten oder Currys.
Die Wurzeln sind reich an Kalium, weisen einen mittleren Gehalt von Stärke und Zucker sowie einen relativ hohen Proteingehalt auf.

## Nachweise